# Parc provincial Driftwood
Le parc provincial Driftwood (Driftwood Provincial Park) est un parc provincial de l'Ontario (Canada) situé sur la rive sud de la rivière des Outaouais, située à 40 km à l'ouest de  Deep River. Il est administré par Parcs Ontario.
Le parc est situé dans une baie abritée et a été créée en 1950 après la construction de la centrale de Des Joachims à 12 km en aval. Cette nouvelle baie était située à l'endroit où le bois flottant (driftwood) s'accumulait.
Le parc comprend 80 sites de campings. Les visiteurs peuvent aussi se baigner dans l'une des deux plages, faire du canot sur la rivière des Outaouais, ou faire de la randonnée sur les eskers, qui offrent une vue sur les Laurentides de l'autre côté de la rivière.